# Renault Type AX
Pour les articles homonymes, voir Renault (homonymie) et AX.
La Renault Type AX est un modèle d'automobile populaire de la marque Renault conçue et produite par Louis Renault de 1908 à 1913.

## Historique
La Renault Type AX est équipée d'un moteur deux cylindres de 1 060 cm3 d'une puissance fiscale de 8 chevaux pouvant atteindre entre 49 et 71 km/h en troisième (prise directe).

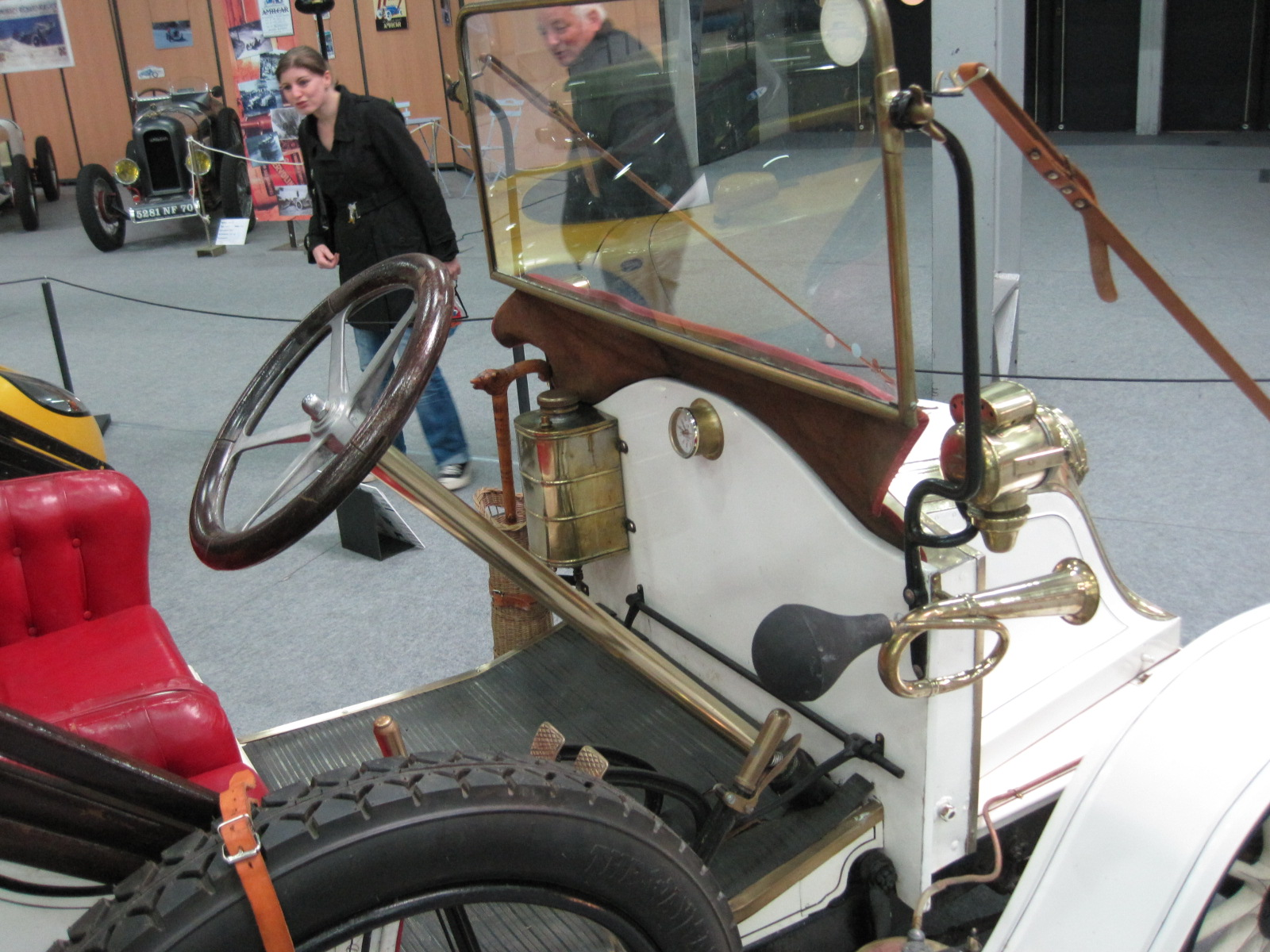
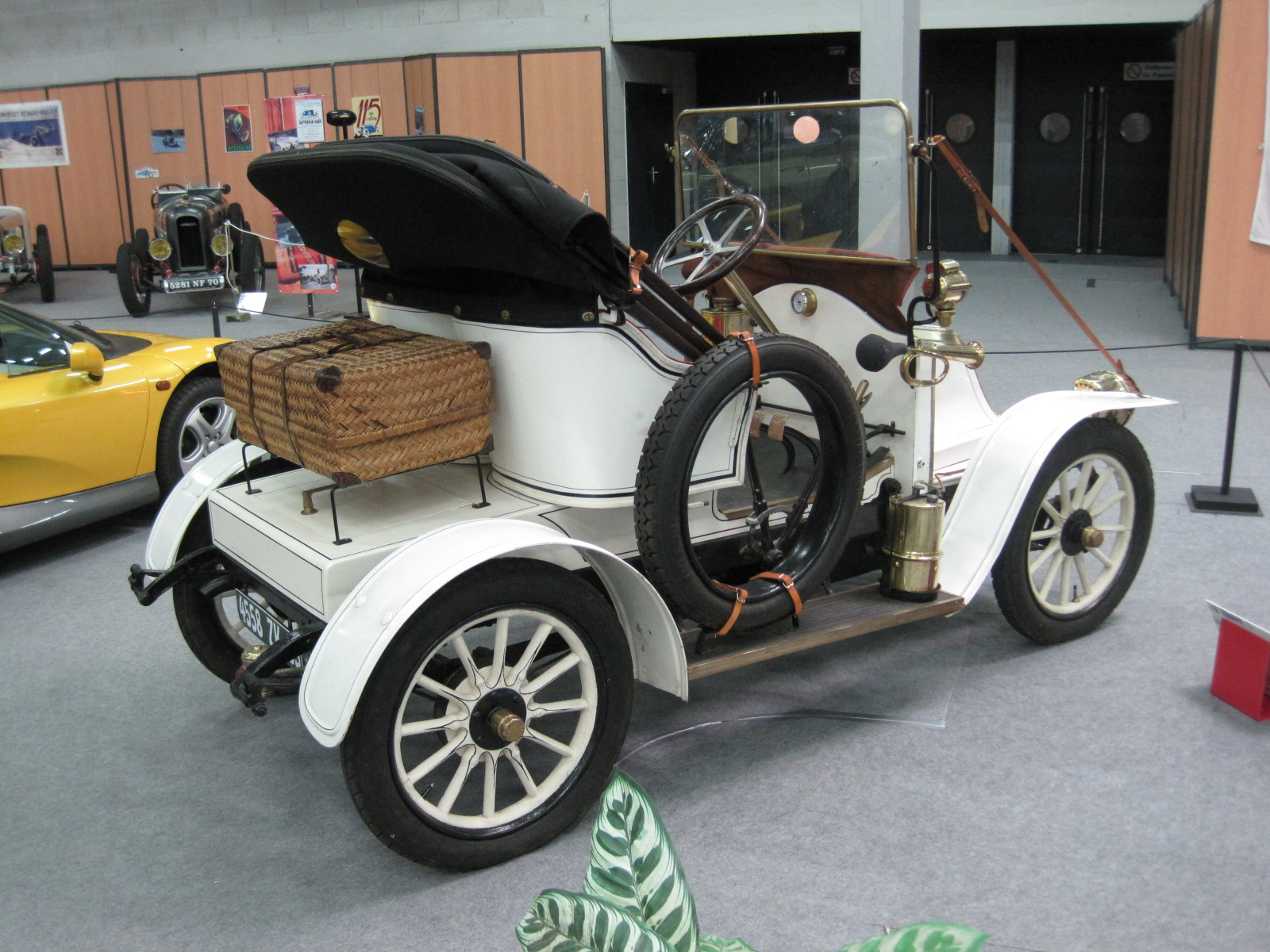

Économique et simple, elle reprend le châssis et la mécanique de la Renault Type AG rendue célèbre par ses taxis de la Marne lors de la bataille de la Marne de la Première Guerre mondiale.

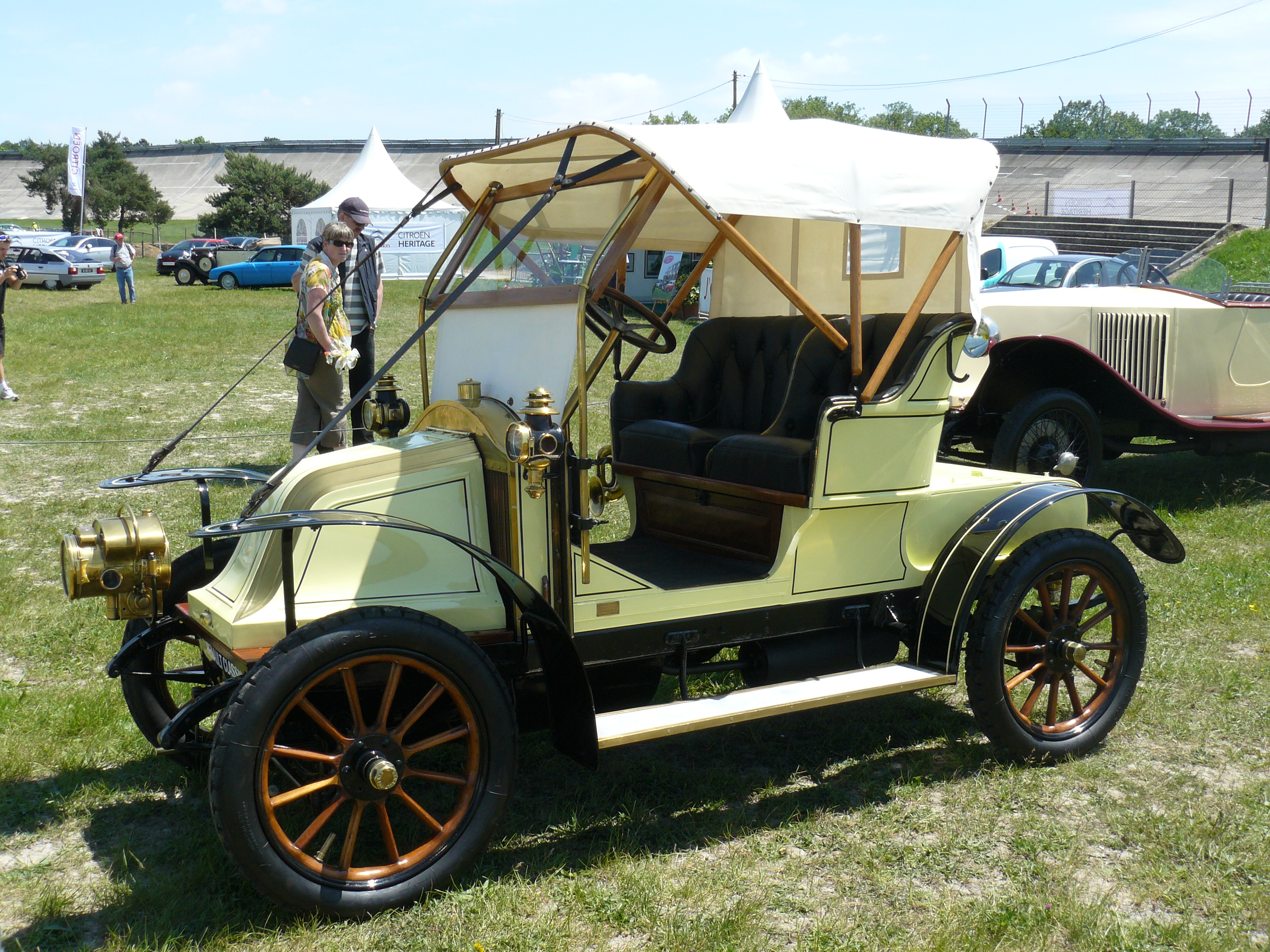
Renault Type AX de 1909

La Type AX était une stricte deux places équipée d'un pare-brise et d'une capote montée d'origine.

## Renault Type AX au cinéma
- Les Brigades du Tigre (2006) de Jérôme Cornuau, avec Clovis Cornillac, Olivier Gourmet, Édouard Baer, Thierry Frémont, Jacques Gamblin, Stefano Accorsi et Diane Kruger.